# 301. п. н. е.

## Догађаји
- Битка код Ипса

## Смрти
- Антигон I Монофталмос